# Aeroportul Santos Dumont
Aeroportul Santos Dumont (IATA: SDU, ICAO: SBRJ) este un aeroport din Rio de Janeiro, Rio de Janeiro, Brazilia ce deservește zona Rio de Janeiro. Aeroportul a fost tranzitat în 2022 de 10.187.401 pasageri. A fost deschis în 1944 și numit după Alberto Santos-Dumont.
Situat la o altitudine de 3 m, aeroportul dispune de 2 piste. Este operat de Infraero⁠(d).

## Infrastructură

### Piste
Aeroportul dispune de 2 piste. Pista 2R/20L are suprafața de asfalt și dimensiunile 1.323 m × 42 m. Pista 02L/20R are suprafața de asfalt și dimensiunile 1.260 m × . 